# Bethel (Maine)
Bethel és un poble del comtat d'Oxford a l'estat de Maine dels Estats Units d'Amèrica.

## Demografia
Segons el cens dels Estats Units del 2000 Bethel tenia 2.411 habitants, 1.034 habitatges, i 677 famílies. La densitat de població era de 14,4 habitants per km².
Dels 1.034 habitatges en un 27,3% hi vivien nens de menys de 18 anys, en un 52,5% hi vivien parelles casades, en un 9,4% dones solteres, i en un 34,5% no eren unitats familiars. En el 26,9% dels habitatges hi vivien persones soles el 10% de les quals corresponia a persones de 65 anys o més que vivien soles. El nombre mitjà de persones vivint en cada habitatge era de 2,33 i el nombre mitjà de persones que vivien en cada família era de 2,77.
Per edats la població es repartia de la següent manera: un 22,4% tenia menys de 18 anys, un 6,8% entre 18 i 24, un 27,4% entre 25 i 44, un 27,6% de 45 a 60 i un 15,8% 65 anys o més.
L'edat mediana era de 41 anys. Per cada 100 dones de 18 o més anys hi havia 94,6 homes.
La renda mediana per habitatge era de 33.803 $ i la renda mediana per família de 38.669 $. Els homes tenien una renda mediana de 31.569 $ mentre que les dones 18.859 $. La renda per capita de la població era de 17.458 $. Entorn del 8% de les famílies i el 10,2% de la població estaven per davall del llindar de pobresa.